# Goostrey
Goostrey est une localité anglaise située dans le comté de Cheshire.